# Riek Wesseling
Hendrike Louise „Riek“ Wesseling (* 25. November 1914 in Banyubiru, Semarang; † 26. Mai 1995 in Laren) war eine niederländische Zeichnerin und Grafikerin.

## Leben
Riek Wesseling wurde in der Garnisonsstadt Banjoe Biroe (Banyubiru) im Zentrum der Insel Java in Niederländisch-Indien geboren. Ihr Vater, Generalmajor der Koninklijk Nederlandsch-Indisch Leger KNIL (Königliche Niederländisch-Indische Armee) Jan Hendrik Wesseling (1883–1942) war als Offizier auf Java stationiert. Ihre Mutter Cornelie Louise Wijnmalen (1886–1914) starb einen Monat nach ihrer Geburt an Typhus. Sie wurde bis zur erneuten Verheiratung ihres Vaters mit der Jonkvrouw Joke Everts 1920 in verschiedenen Pflegefamilien untergebracht und lebte dann mit Vater, Stiefmutter und zwei jüngeren Halbgeschwistern zusammen. Ihre Stiefmutter hatte eine Konservatoriumsausbildung absolviert und unterrichtete  Riek Wesseling im Klavierspiel. Sie war eine talentierte Schülerin und wollte später Pianistin werden. 1927 zog Riek Wesseling von Java zu ihrem Großvater nach Amersfoort, um das Gymnasium zu besuchen. Dort erfuhr sie 1930, dass ihre geliebte Stiefmutter in Bandung gestorben war.
Bereits in ihrer Jugend machte Riek Wesseling keinen Hehl aus ihrer lesbischen Orientierung. Ab ihrem siebzehnten Lebensjahr trug sie überwiegend Hosen, Hemd mit Krawatte und ihre Haare kurzgeschnitten. Gleichzeitig erschien sie nie ungeschminkt. Da sich ihre schulischen Leistungen verschlechterten, wurde ihr das Klavierspiel verboten und sie wich auf das Zeichnen als Beschäftigung und künstlerischen Ausdruck aus. Da sie nicht mehr zur Schule gehen wollte, befahl ihr der Vater brieflich, eine Hauswirtschaftsschule zu besuchen und danach nach Niederländisch-Indien zurückzukehren, da er vorhatte, sie zu verheiraten und so ihre rebellischen Tendenzen zu beenden. Riek Wesseling boykottierte ihre Ausbildung an der Hauswirtschaftsschule mit Vorsatz und studierte trotz des Widerstands ihres Vaters von 1932 bis 1935 an der Rijksakademie van beeldende kunsten in Amsterdam bei Johannes Hendricus Jurres und Samuel Jessurun de Mesquita. 1935 zog Riek Wesseling nach Wien, wo sie von 1935 bis 1938 an der Höheren Graphischen Bundes-Lehr- und Versuchsanstalt die Technik der Kaltnadelradierung und Lithografie erlernte und daneben Kurse an der Akademie der bildenden Künste Wien belegte.
Nachdem ihr Vater bei einem Besuch in Wien Ende 1937 realisiert hatte, dass seine Tochter lesbisch war, bestand er darauf, dass sie diese seiner Meinung nach „heilbare Krankheit“ bei einem Psychiater behandeln lassen solle. 1938 kehrte sie nach Amsterdam zurück, wo sie während der Kriegsjahre lebte und arbeitete. Ihr Vater war im Widerstand aktiv und starb 1942 im Lager Amersfoort. Nach dem Krieg lebte Riek Wesseling an verschiedenen Adressen in Den Haag. 1950 kehrte sie nach Amsterdam zurück und wohnte dort drei Jahre in einem Dachzimmer zusammen mit der Cellistin Dijck Koster (1923–2004). In den 1950er Jahren erhielt sie als bildende Künstlerin vom Amsterdamer Stadtarchiv den Auftrag über Zeichnungen von im Bau befindlichen Vierteln wie Rivierenbuurt, Boerenwetering und Slotermeerlaan für den „Topografischen Atlas“ von Amsterdam. Sie fertigte auch Porträts von Privatpersonen und verschiedene Selbstporträts an. Sie engagierte sich im 1947 gegründeten Nederlandse Kring van Tekenaars (Niederländischer Illustratorenkreis) und für die Anerkennung des Zeichnens als eigenständige Disziplin. Ab 1961 lebte sie mit Dijck Koster in einem Atelierhaus in der Rapenburgerstraat in Amsterdam. Erst 1981 lernte Riek Wesseling Ingrid van Delft kennen und zog zwei Jahre später mit ihr zusammen. Sie verbrachte ihr letztes Jahr zusammen mit ihrer Freundin im Rosa Spier Huis in Laren. Sie starb im Mai 1995 und wurde auf dem Allgemeinfriedhof in Blaricum beigesetzt.

## Werk
Zu Riek Wesselings Motiven gehörten Porträts, Tierdarstellungen, Landschaften und Stadtansichten. Sie zeichnete mit Feder, Pastell und Bleistift im figurativen Stil ausschließlich in Schwarzweiß und in Grautönen. „Ihre detaillierten und technisch versierten Zeichnungen und grafischen Arbeiten weisen oft magisch-realistische, aber auch surrealistische oder symbolistische Züge auf“. Neben den Zeichnungen fertigte sie auch Radierungen und Lithografien. Sie war Mitglied im Beroepsvereniging van Beeldende Kunstenaars BBK.
1984 erschien Riek Wesselings Autobiografie und Werkverzeichnis Een portret in zwart-wit. Werke von Riek Wesseling befinden sich unter anderem im Museum Henriette Polak in Zutphen, im Joods Museum in Amsterdam, in den Kupferstichkabinetten des Stedelijk Museum in Amsterdam und des Rijksmuseum Amsterdam, im Stadtarchiv der Gemeinde Amsterdam, dem Teylers Museum in Haarlem, dem Rijksmuseum Twenthe und dem National Museum of Women in the Arts in Washington.